# Worthington (Ohio)
Worthington és una població dels Estats Units a l'estat d'Ohio. Segons el cens del 2000 tenia 14.125 habitants.

## Demografia
Segons el cens del 2000, Worthington tenia 14.125 habitants, 5.692 habitatges, i 4.052 famílies. La densitat de població era de 963,5 habitants/km².
Dels 5.692 habitatges en un 31,4% hi vivien nens de menys de 18 anys, en un 62% hi vivien parelles casades, en un 7,2% dones solteres, i en un 28,8% no eren unitats familiars. En el 25,7% dels habitatges hi vivien persones soles l'11,8% de les quals corresponia a persones de 65 anys o més que vivien soles. El nombre mitjà de persones vivint en cada habitatge era de 2,42 i el nombre mitjà de persones que vivien en cada família era de 2,92.
Per edats la població es repartia de la següent manera: un 23,9% tenia menys de 18 anys, un 4,9% entre 18 i 24, un 23,1% entre 25 i 44, un 29,7% de 45 a 60 i un 18,4% 65 anys o més.
L'edat mediana era de 44 anys. Per cada 100 dones de 18 o més anys hi havia 82,6 homes.
La renda mediana per habitatge era de 68.568 $ i la renda mediana per família de 83.074 $. Els homes tenien una renda mediana de 59.258 $ mentre que les dones 39.424 $. La renda per capita de la població era de 34.495 $. Aproximadament l'1,4% de les famílies i el 2,5% de la població estaven per davall del llindar de pobresa.

## Poblacions més properes
El següent diagrama mostra les poblacions més properes.